# ساشا کلستشن
ساشا برایان کلستشن (انگلیسی: Sacha Bryan Kljestan؛ زاده ۹ سپتامبر ۱۹۸۵) بازیکن فوتبال اهل ایالات متحده است.
وی همچنین در تیم ملی فوتبال ایالات متحده آمریکا بازی کرده‌است.